# Zbójnicka Szczelina
Zbójnicka Szczelina – jaskinia, a właściwie schronisko, w Dolinie Kościeliskiej w Tatrach Zachodnich. Ma trzy otwory wejściowe znajdujące się w Żarze, w ścianach Zbójnickiej Turni, w pobliżu Jaskini pod Niżnią Zbójnicką Turnią, na wysokości 1160 i 1163 m n.p.m. Długość jaskini wynosi 15 metrów, a jej deniwelacja 6,5 metra.

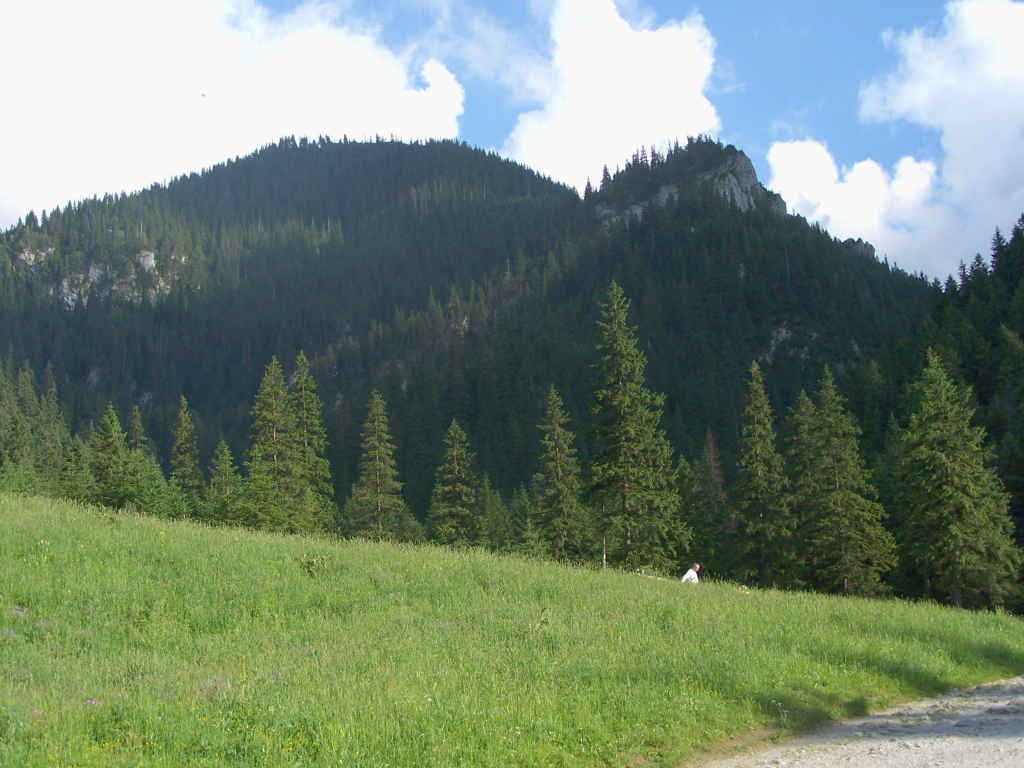
Zbójnicka Turnia

## Opis jaskini
Jaskinię tworzy idący w górę ciąg (wysoka szczelina, a następnie korytarzyk), zaczynający się przy otworze na wysokości 1160 m n.p.m. (głównym) i dochodzący do dwóch otworów na wysokości 1163 metry n.p.m.

## Przyroda
W jaskini brak jest nacieków. Roślinność nie była badana.

## Historia odkryć
Jaskinia była znana od dawna. Pierwszy jej plan i opis sporządziła w lipcu 1992 roku I. Luty przy pomocy R. Cygana i T. Mardala.